# Gloria Raines
 Gloria Raines  (Buenos Aires, Argentina, 25 de diciembre de 1930 - Varsovia Polonia, 9 de agosto de 2004 - Buenos Aires Argentina) cuyo nombre real era Gisella Rajzner  fue una locutora y actriz argentina. Estuvo casada con el actor Tito Alonso.

## Carrera profesional
Poseedora de una excelente voz y de una atractiva figura, comenzó su carrera profesional muy joven como locutora en varios ciclos radiales y se incorporó desde sus comienzos al Canal 7. En este canal protagonizó, con Chela Ruiz, el recordado programa La familia Gesa, en el que mostraba su veta humorística. En 1949, debutó en el cine en Vidalita, dirigida por Luis Saslavsky. Continuó en la televisión trabajando en teleteatros y unitarios que, como Privado y confidencial, Qué dice una mujer cuando no habla, Historia de jóvenes y Estado civil, novios, como una de las actrices más populares del momento. Entre setiembre y octubre de 1960 trabajó en el programa Estos son mis pensionistas junto a Marcos Zucker y Alberto Anchart, con libretos de Solly y Sergio De Cecco. En 1961 condujo junto a Alberto Ferrara el programa Polémica en el arte y, junto a Augusto Bonardo, La campana de cristal, un programa de Canal 13 en el cual entidades de bien público obtenían donaciones mediante el cumplimiento de determinadas “prendas” que eran cumplidas en algunos casos mediante artistas contratados por el Canal y en otras, por personas del común que lo hacían desinteresadamente. En 1966 por Canal 9 intervino en el teleteatro "Galería Polyana" junto a María José Demare.
En 1962, retornó a la pantalla grande con el filme inédito Mi novia es otra al que siguieron otras películas. En 1969 tuvo un papel coprotagónico, y su mejor actuación, en Breve cielo dirigida por David José Kohon. Hasta 1983 en que actuó en su última película, Diablito de barrio, participó esporádicamente en filmes, varios de ellos de comedia.
Falleció en Buenos Aires el 9 de agosto de 2004, a la edad de 74 años.

## Filmografía
Actriz
- Vidalita   (1949)
- Mi novia es otra (Inédita) (1962)
- Canuto Cañete, conscripto del siete (1963) …Doña Carolina
- ¡Al diablo con este cura! (1967)
- Breve cielo o Su primer encuentro  (1969)
- Titanes en el ring (1973)
- Minguito Tinguitela Papá (1974)
- El tío Disparate (1978)
- Toto Paniagua, el rey de la chatarra (1980)
- Los viernes de la eternidad (1981)
- Las mujeres son cosa de guapos (1981)
- Diablito de barrio (1983)

## Televisión
- Privado y confidencial
- Qué dice una mujer cuando no habla
- Historia de jóvenes
- Estado civil, novios
- Pablo en nuestra piel (1977) (serie)
- El tema es el amor (1977) (serie)
- Estación terminal (1980) (serie)
- Crecer con Papá (1982) (telecomedia)
- Tal como somos (1984) (serie)
- La cuñada  (serie) …Dra. Dileo
- Dulce Ana  (serie)